# بیمارستان نیویورک

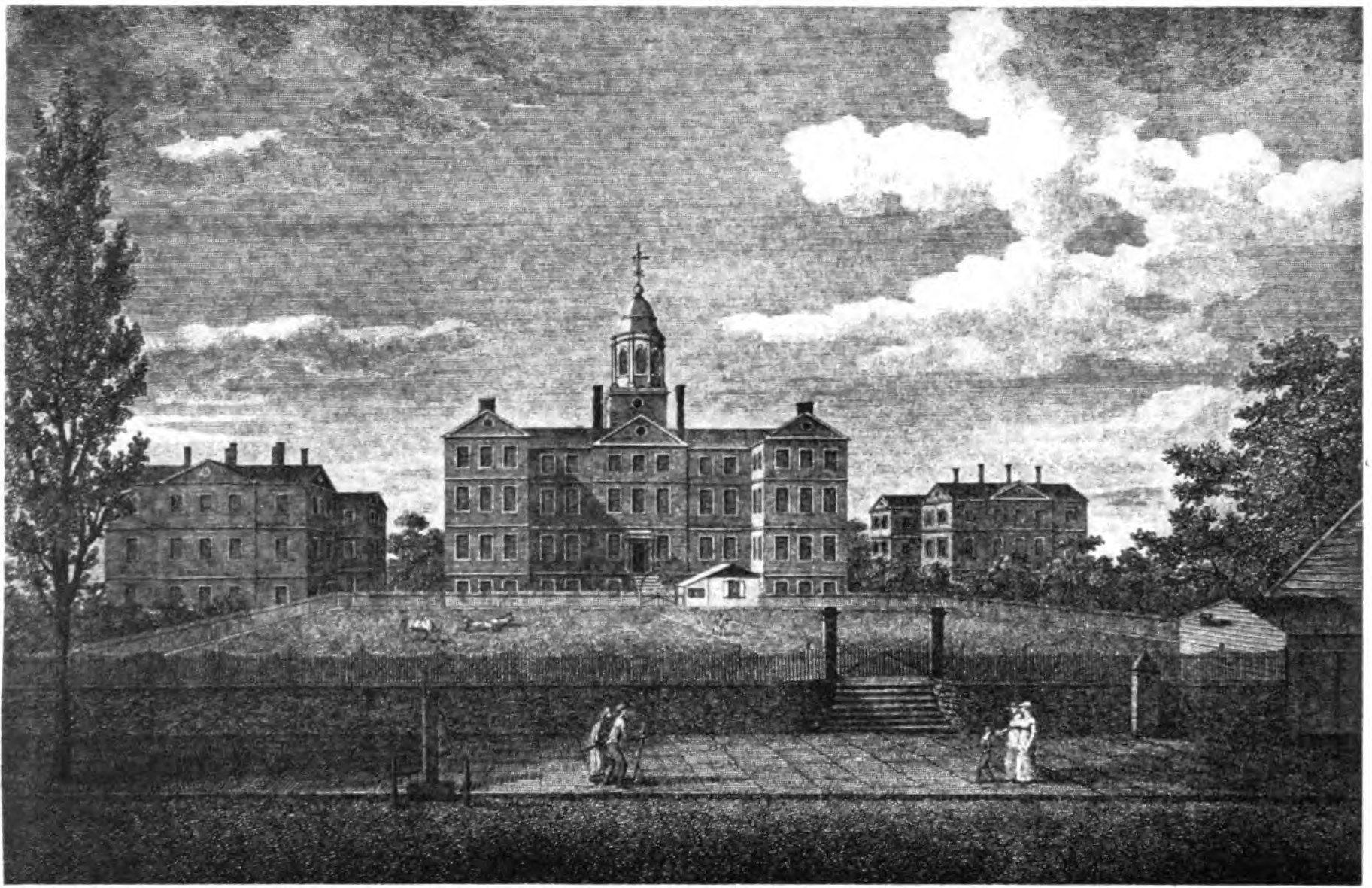

بیمارستان نیویورک یا بیمارستان قدیمی نیویورک یا بیمارستان شهر، قدیمی‌ترین بیمارستان شهر نیویورک و دومین بیمارستان قدیمی کشور ایالات متحده آمریکا است. در سال ۱۹۱۲ بیمارستان نیویورک زیرمجموعهٔ کالج پزشکی ویل کرنل قرار گرفت. در سال ۱۹۹۸ با ادغام در بیمارستان پرسبیترین به عنوان بیمارستان نیویورک-پرسبیترین درآمد.